# Fresnoy-la-Rivière
Fresnoy-la-Rivière è un comune francese di 620 abitanti situato nel dipartimento dell'Oise della regione dell'Alta Francia.

## Società

### Evoluzione demografica
Abitanti censiti